# George Gillett (joueur de rugby)

a Compétitions nationales et continentales officielles uniquement.

b Matchs officiels uniquement.
George Arthur Gillett, né le 23 avril 1877 à Leeston (Nouvelle-Zélande) et décédé le 12 septembre 1956 à Auckland (Nouvelle-Zélande), est un joueur de rugby à XV qui a joué avec la Nouvelle-Zélande. Il évolue comme ailier ou arrière (1,83 m pour 83 kg). 

## Carrière
Il a débuté en jouant avec l'équipe d'Auckland en 1899. Il fait ses débuts avec l'équipe de Nouvelle-Zélande le 18 novembre 1905, à l'occasion d'un match contre l'équipe d'Écosse. 
Il participe à la tournée des Originals, équipe représentant la Nouvelle-Zélande en tournée en Grande-Bretagne en 1905, en France et en Amérique du Nord en 1906.
Son dernier test match a lieu contre une sélection composée de joueurs anglais et gallois le 25 juillet 1908. 
En 1911, il se tourne vers le rugby à XIII, disputant une tournée dans les îles britanniques avec une équipe australasienne. Il met fin à sa carrière l'année suivante, devient dirigeant de rugby à XIII. Il revient au rugby à XV et est un sélectionneur de Poverty Bay dans les années 1917-1918.

## Palmarès

### En équipe nationale
- 8 sélections avec l'équipe de Nouvelle-Zélande
- 7 points, 1 essai, 2 transformations
- Sélections par année : 4 en 1905, 2 en 1907, 2 en 1908
- Nombre total de matchs avec les All Blacks :  38